# Hadena mamestroides
Hadena mamestroides là một loài bướm đêm trong họ Noctuidae.